# Digitalowy Marketing Funkcjonalny (DMF)
Digitalowy Marketing Funkcjonalny (DMF) – pojęcie z zakresu marketingu internetowego. Digitalowy Marketing Funkcjonalny wykracza poza konwencjonalne ujęcie marketingu marek i firm w Internecie, ponieważ przedkłada cel nadrzędny, jakim jest skuteczne budowanie biznesu klienta, nad konwencjonalne podejście skupiające się na osiąganiu wyników i kluczowych wskaźników efektywności [eng. Key Performance Indicator – KPI] w poszczególnych pojedynczych działaniach czy kampaniach reklamowych. Określenie „funkcjonalny” oznacza w tym wypadku: koncentrujący się na budowaniu wzrostu biznesu poprzez wykorzystanie interaktywnego systemu komunikacyjnego, na który składają się wszelkie dostępne kanały komunikacyjne oraz użytkownicy stanowiący istotny element tego systemu. DMF zakłada: rozumienie kontekstu biznesu marki, przeprowadzenie digitalowej analizy biznesowej, określenie strategii digitalowej i planu realnych praktyk w spójności z ideą marki i jej komunikacji oraz egzekucję wspartą i nadzorowaną analityką internetową.

## Pojęcie efektywności w modelu DMF
Digitalowy Marketing Funkcjonalny reprezentuje elastyczne podejście do kluczowych wskaźników efektywności, zakładając, że powinny być one wyznaczane indywidualnie dla danej firmy, marki czy branży, z uwzględnieniem dodatkowych czynników specyficznych dla konkretnego podmiotu, takich jak np. czas funkcjonowania na rynku. Nie precyzuje elementów składowych efektywności, nakreślając jednocześnie ogólne ramy, w jakich należy je wyznaczać. W DMF wskaźnikiem marketingowej efektywności jest wzrost biznesu marki. Jest on mierzony dzięki wielu pośrednim KPI z wielu obszarów, w tym m.in. dotyczących aspektów świadomości marki, jak i ściśle mierzonych konwersji dla poszczególnych działań marketingowych.